# Apicius (Trajan)
Pour les articles homonymes, voir Apicius.
Apicius est un contemporain de l'empereur Trajan (début du IIe siècle), amateur de bonne chère, évoqué par Athénée à propos de l'anecdote suivante : 

« Lorsque l'empereur Trajan était en Parthie, à une distance de plusieurs journées de voyage de la mer, Apicius lui envoya des huîtres fraîches, dont il avait conservé la fraîcheur par un moyen de son invention ; et de vraies huîtres, pas comme les faux anchois que le cuisinier de Nicomède, roi de Bithynie, fit en imitant le vrai poisson et présenta au roi quand celui-ci exprima une envie d'anchois (lui aussi, à ce moment, se trouvait loin de la mer). »

Cet Apicius ne doit pas être confondu avec le beaucoup plus célèbre Marcus Gavius Apicius, renommé pour son luxe, qui vivait au temps de l'empereur Tibère (un siècle plus tôt). Il semble que les deux aient été confondus dans la tradition, et d'ailleurs il est possible que le contemporain de Trajan ait été ainsi surnommé par référence à son illustre prédécesseur en matière de gastronomie. Dans le De re coquinaria dit d'« Apicius » (un livre de cuisine qui date en fait de la fin du IVe siècle), on lit à un endroit (I, 12) une recette pour préserver la fraîcheur des huîtres.